# Loasa tricolor
Loasa tricolor är en brännreveväxtart som beskrevs av Johann Anton Weinmann. Loasa tricolor ingår i släktet Loasa och familjen brännreveväxter. Inga underarter finns listade i Catalogue of Life.

## Bildgalleri

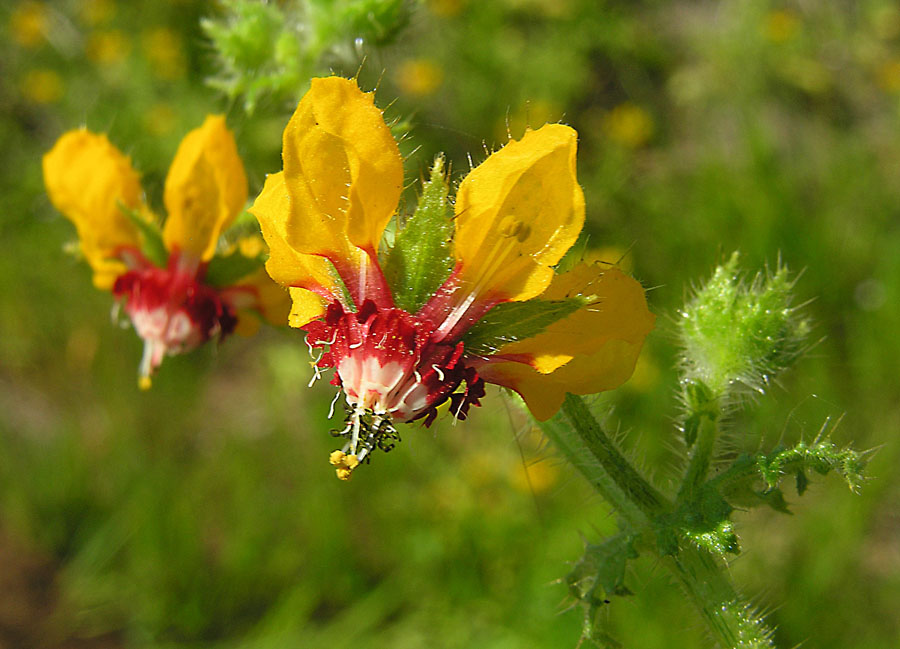
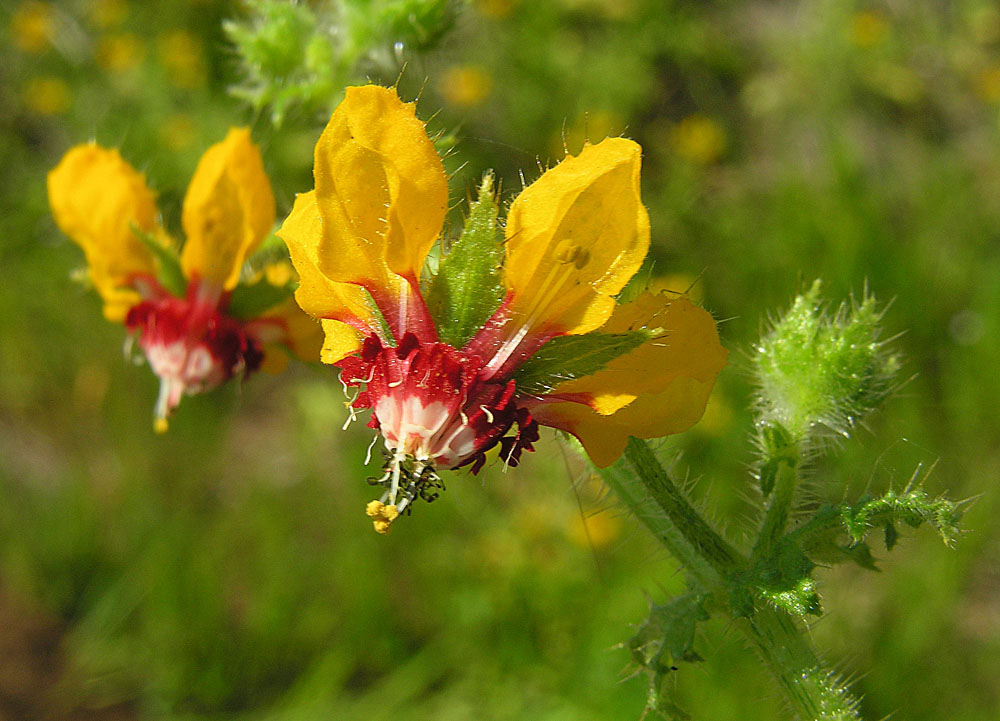